# Blanzac-Porcheresse

Blanzac-Porcheresse este o comună în departamentul Charente, Franța. În 1 ianuarie 2018 avea o populație de 733 de locuitori.